# Йонс Берцелиус
Йонс Якоб Берцелиус (на шведски: Jöns Jacob Berzelius) е шведски химик, един от основателите на съвременната химия. 
Берцелиус разработва системата от химични обозначения на елементите, в която те, като съставляващи всяко химично съединение, са зададени с прости писмени етикети – като H за водород, O за кислород или Fe за желязо, заедно с техните пропорции в химическото съединение, което е обозначено с числа към химичните му елементи. По този начин Берцелиус изобретява системата за химическо обозначение, която все още се използва днес, като основната разлика е, че вместо използваните днес индексни числа (напр. H2O или Fe2O3), Берцелиус използва горни индекси (H2O или Fe2O3).
Берцелиус става член на Шведската академия на науките през 1808 г.

## Биография
Роден е на 20 август 1779 г. в малкото селище Веверсунда, близо до източния бряг на езерото Ветерн.
Шведският химик Йонс Берцелиус определил относителните атомни маси на 45 елемента, почти всички от открити тогава. За някои от тях успял да го направи с висока точност. Развива атомно учение, създава през 1812 – 1819 г. дуалистична електрохимична теория на химичната връзка и дава класификация на елементи, съединения и минерали, таблици за атомната теория; въвежда съвременните химични знаци. Открива церия (1803 г.), селена (1817 г.) и тория (1828 г.). Образуването на органични вещества обяснява с „жизнена сила“. Изолира силиция (1823 г.), циркония (1824 г.) и титана (1825 г.).
Умира на 7 август 1848 г. в Стокхолм на 68-годишна възраст.